# Ruiz de Montoya
Ruiz de Montoya é um município argentino da província de Misiones, situado dentro do departamento Libertador General San Martín.
Se situa em uma latitude de 26° 58' sul e em uma longitude de 55° 03' oeste.
O município conta com uma população de 3.374 habitantes, segundo o censo do ano 2001 (INDEC).